# National Museum of Western Art
National Museum of Western Art (jap. 国立西洋美術館 Kokuritsu Seiyō Bijutsukan) – państwowe muzeum sztuki w tokijskim parku Ueno, w Japonii, prezentujące sztukę Zachodu. Budynek główny muzeum, zaprojektowany przez Le Corbusiera (1887–1965), został w 2016 roku wpisany na Listę światowego dziedzictwa UNESCO.

## Historia kolekcji
Pod koniec II wojny światowej rząd Francji skonfiskował 400 dzieł sztuki ze zbiorów Kōjirō Matsukaty (1865–1950) znajdujących się w Paryżu pod opieką dyrektora Musée Rodin Léonce Bénédite (1859–1925). Po podpisaniu w 1951 roku w San Francisco traktatu pokojowego premier Shigeru Yoshida (1878–1967) zwrócił się do ministra spraw zagranicznych Francji, Roberta Schumana (1886–1963), z prośbą o zwrot kolekcji. 
W 1953 roku Francja zgodziła się pod warunkiem stworzenia i umieszczenia zbiorów we „francuskim muzeum sztuki” oraz zbudowania siedziby dla muzeum według projektu francuskiego projektanta. W styczniu 1959 roku zostało oficjalnie podpisane porozumienie pomiędzy rządami Francji i Japonii o zwrocie kolekcji, a w kwietniu tego samego roku kolekcja została przewieziona statkiem Asama Maru do Japonii. 
Muzeum zostało otwarte 10 czerwca 1959 roku. Celem jego działalności jest szerzenie wiedzy na temat kultury i sztuki krajów zachodnich. Eksponaty pochodzą z okresu od renesansu do XX wieku. Muzeum prowadzi szerokie badania nad materiałami związanymi ze sztuką Zachodu oraz dokonuje ich renowacji. Posiada ok. 4500 eksponatów, w większości obrazów i rzeźb w tym m.in. prace: El Greca, Veronese, Rubensa, Brueghla, Delacroix, Courbeta, Maneta, Renoira, Rodina, Moneta, van Gogha, Gauguina oraz Picassa, Miró czy Pollocka.

## Budynki
Przygotowanie projektu budynku zlecono pracowni francuskiego architekta Le Corbusiera, który powierzył to zadanie swoim trzem japońskim uczniom zatrudnionym w jego studio w Paryżu. Byli to: Kunio Maekawa (1905–1986), Junzō Sakakura (1901–1969) i Takamasa Yoshizaka (1917—1980). Zajęli się oni również nadzorowaniem prac budowlanych prowadzonych przez Shimizu Corporation. 
W 2016 roku budynek został, razem z innymi budynkami Le Corbusiera, wpisany na listę UNESCO. Ma on 4399 m² powierzchni, w tym 1533 m² zajmują galerie wystawowe.
W sierpniu 1967 roku od pobliskiej świątyni Kan’ei-ji zakupiono działkę pod budowę nowego skrzydła. Zbudowano je według projektu Maekawa Kunio Associates i zostało ono otwarte w 1979 roku. Wizualnie i strukturalnie zostało ono zintegrowane z budynkiem głównym projektu Le Corbusiera, a w 1997 roku dobudowano skrzydło wystawowe o powierzchni 7979 m².

## Galeria

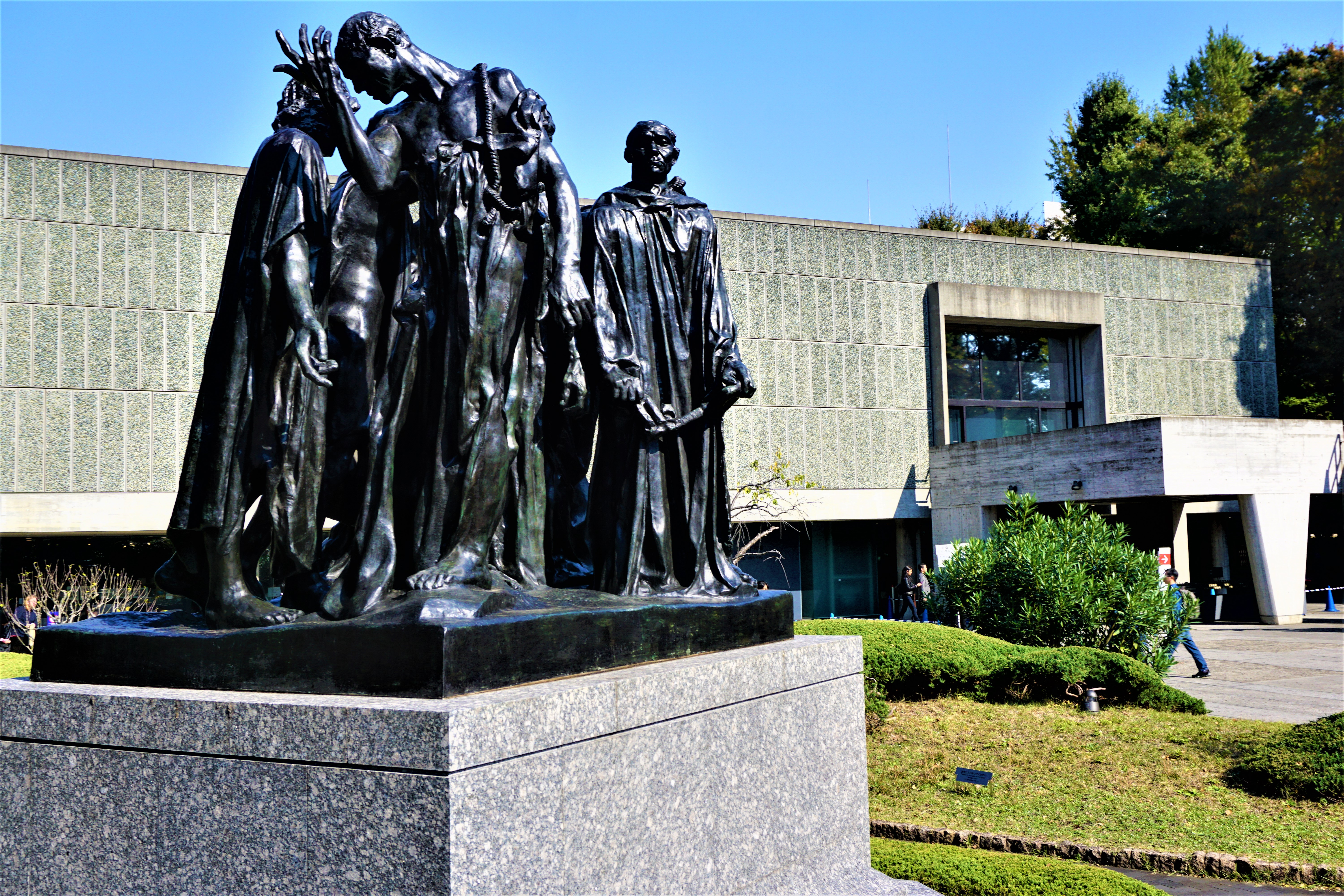
Auguste Rodin (1840–1917), Mieszczanie z Calais
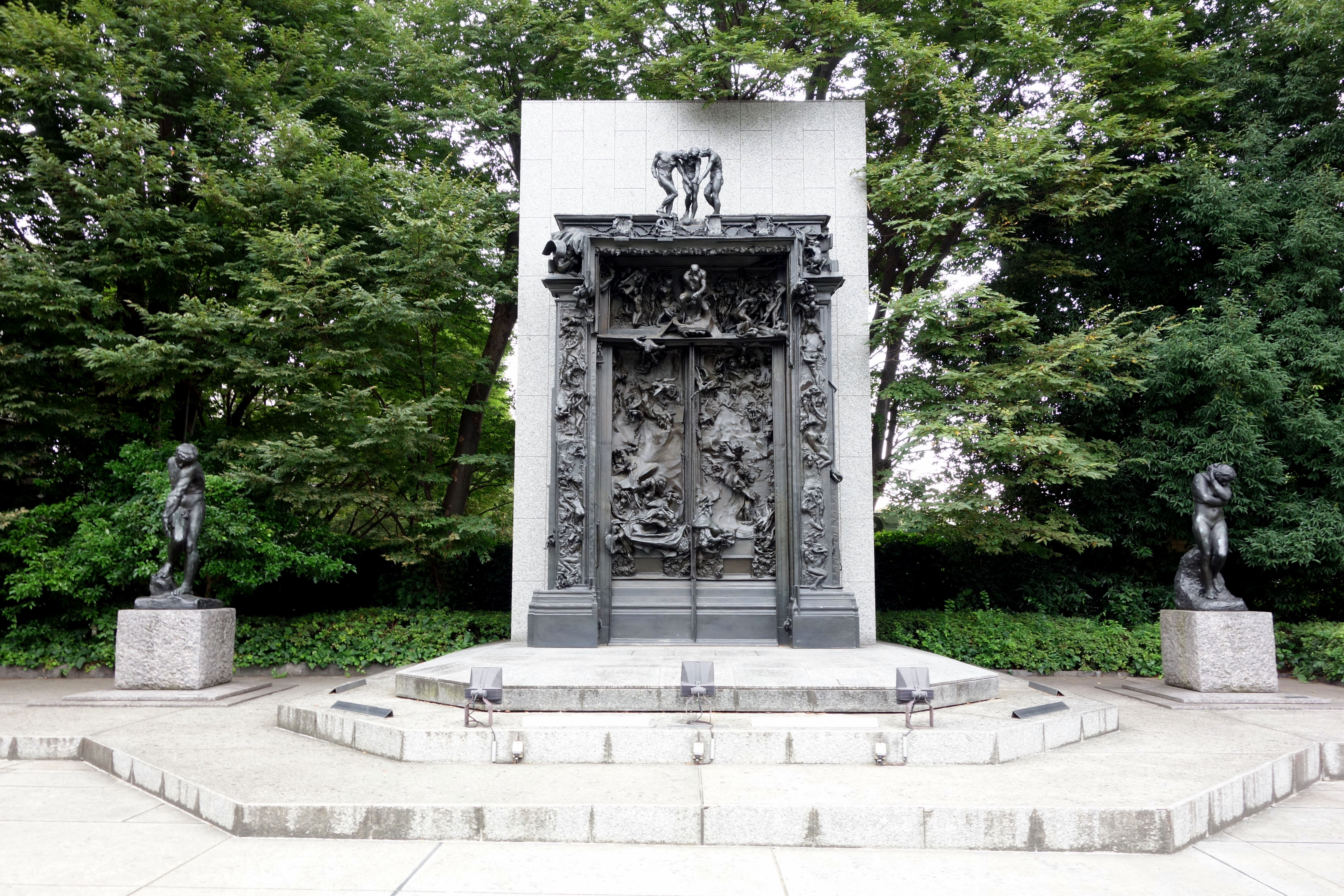
Auguste Rodin, Brama piekieł z Adamem i Ewą
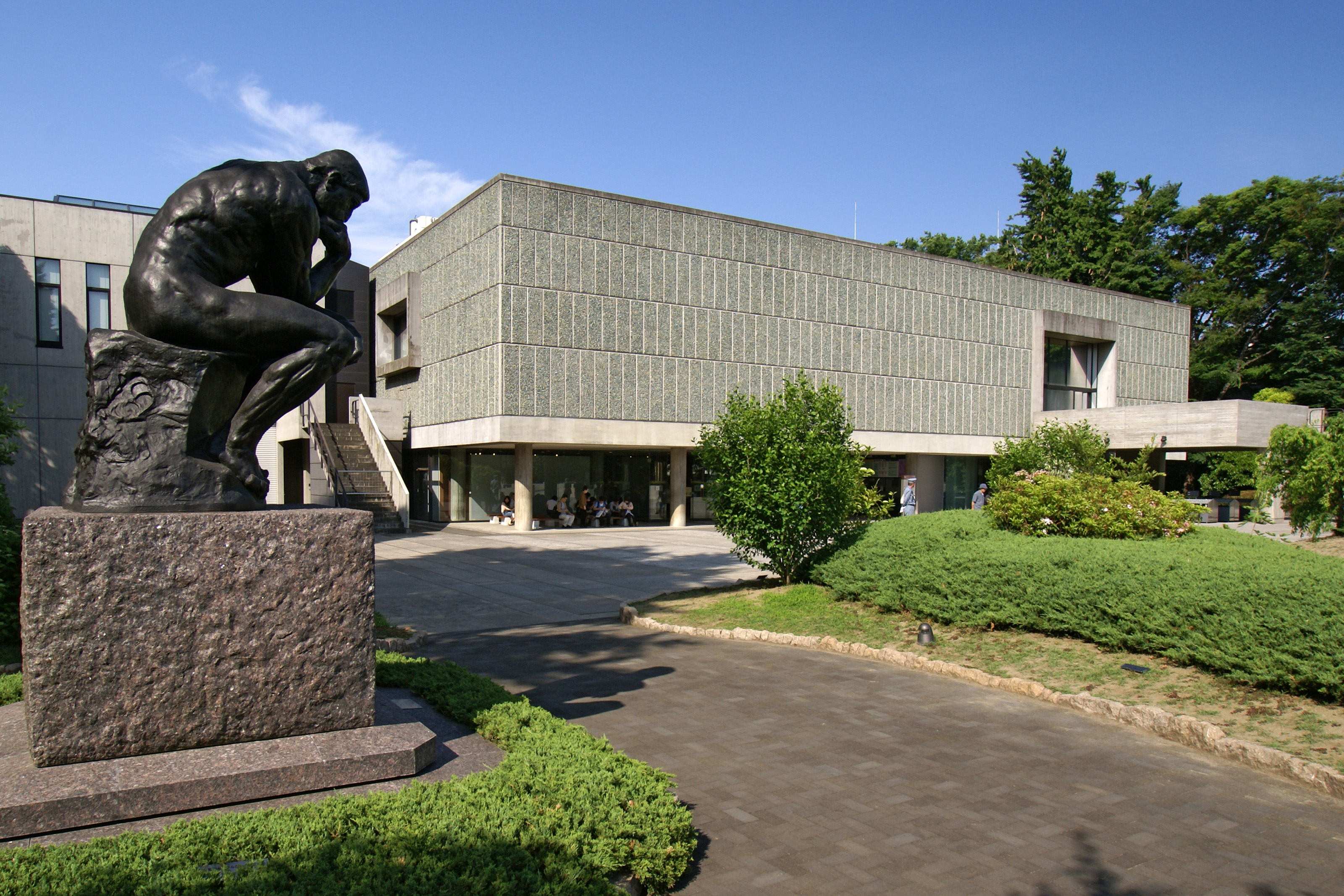
Auguste Rodin, Myśliciel